# Condado de Minnehaha
El condado de Minnehaha (en inglés: Minnehaha County, South Dakota), fundado en 1862, es uno de los 66 condados en el estado estadounidense de Dakota del Sur. En el 2008 el condado tenía una población de 179 180 habitantes en una densidad poblacional de 71 personas por km². La sede del condado es Sioux Falls.

## Geografía
Según la Oficina del Censo, el condado tiene un área total de 2107 km² (813,5 mi²), de la cual 2097 km² (809,7 mi²) es tierra y 10 km² (3,9 mi²) es agua.

### Condados adyacentes
- Condado de Moody - norte
- Condado de Rock - este
- Condado de Lyon - sureste
- Condado de Lincoln - sur
- Condado de Turner - suroeste
- Condado de McCook - oeste
- Condado de Lake - noroeste

## Demografía
En el 2000 la renta per cápita promedia del condado era de $42 566, y el ingreso promedio para una familia era de $52 031. En 2000 los hombres tenían un ingreso per cápita de $32 208 versus $24 691 para las mujeres. El ingreso per cápita para el condado era de $20 713. Alrededor del 7.50% de la población estaba bajo el umbral de pobreza nacional.
| Variación demográfica del Condado de Minnehaha | Variación demográfica del Condado de Minnehaha | Variación demográfica del Condado de Minnehaha | Variación demográfica del Condado de Minnehaha | Variación demográfica del Condado de Minnehaha | Variación demográfica del Condado de Minnehaha | Variación demográfica del Condado de Minnehaha | Variación demográfica del Condado de Minnehaha | Variación demográfica del Condado de Minnehaha |
| 1870                                           | 1880                                           | 1890                                           | 1900                                           | 1910                                           | 1920                                           | 1930                                           | 1940                                           |                                                |
| ---------------------------------------------- | ---------------------------------------------- | ---------------------------------------------- | ---------------------------------------------- | ---------------------------------------------- | ---------------------------------------------- | ---------------------------------------------- | ---------------------------------------------- | ---------------------------------------------- |
| 355                                            | 8251                                           | 21 879                                         | 23 926                                         | 29 631                                         | 42 490                                         | 50 872                                         | 57 697                                         |                                                |
| 1950                                           | 1960                                           | 1970                                           | 1980                                           | 1990                                           | 2000                                           | Est. 2008                                      | 2009                                           |                                                |
| 70 910                                         | 86 575                                         | 95 209                                         | 109 435                                        | 123 809                                        | 148 281                                        | 179 180                                        | -                                              |                                                |

## Ciudades y pueblos
Cantidad de habitantes,
- Baltic 1004
- Brandon 8757
- Colton 676
- Crooks 1218
- Dell Rapids 3431
- Garretson 1.198
- Hartford  2436
- Humboldt 589
- Sherman 93
- Sioux Falls pop. 141.786 (Total 154 997)

## Mayores autopistas
| - Interestatal 29 - Interestatal 90 - Interestatal 229 - Carretera de Dakota del Sur 11 - Carretera de Dakota del Sur 19 | - Carretera de Dakota del Sur 38 - Carretera de Dakota del Sur 42 - Carretera de Dakota del Sur 115 |